# Alphonse Simil

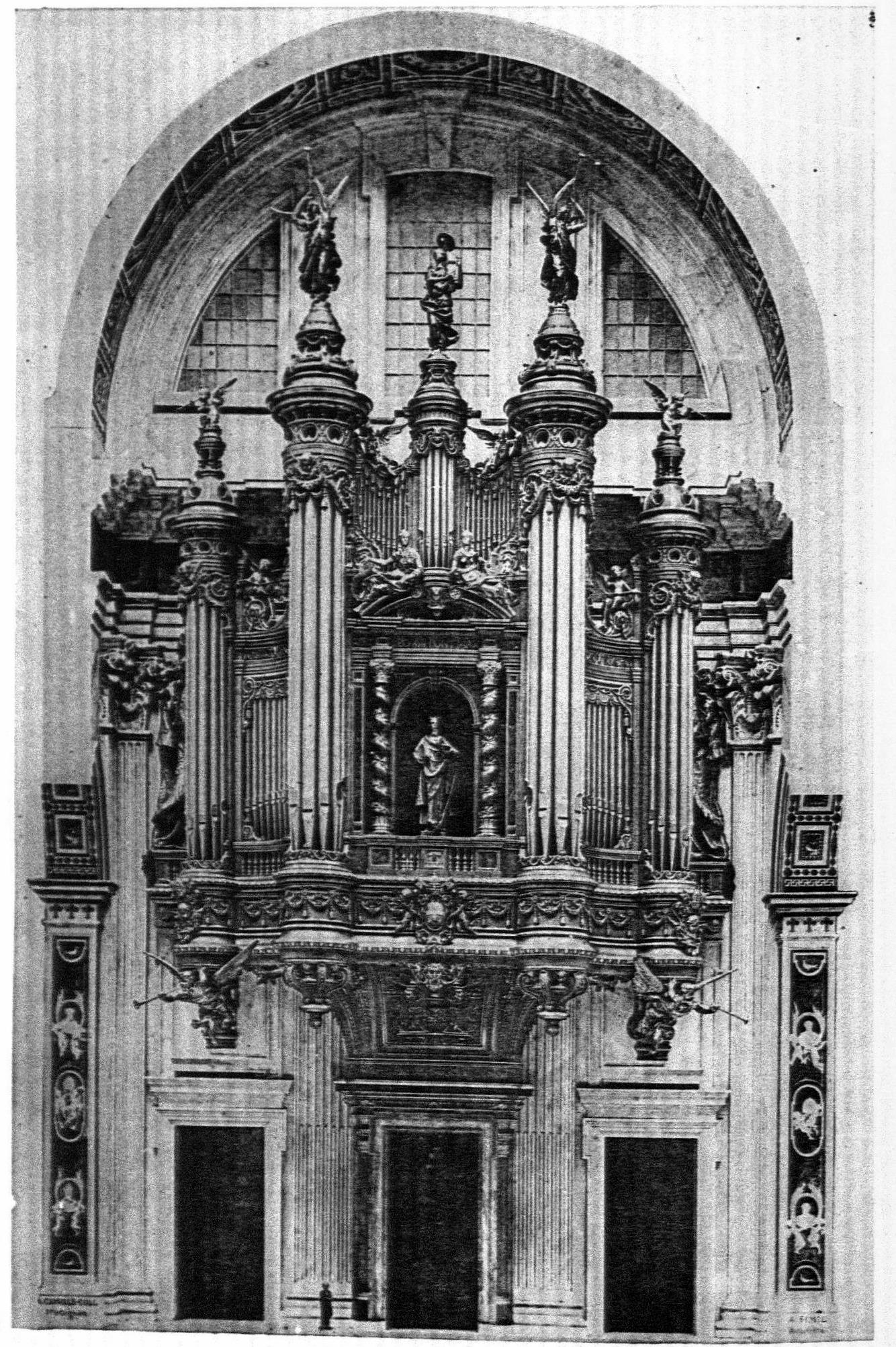
Entwurf für die Orgel des Petersdomes, gemeinsam mit Aristide Cavaillé-Coll 1888

Alphonse Paul Joseph Marie Simil (* 14. Juni 1839 in Nîmes; † im August 1916) war ein französischer Architekt.

## Leben
Simil besuchte bis 1864 die École des Beaux-Arts in Paris, wo er Schüler von Charles Laisné und Henri Révoil war. 1874 wurde er Mitarbeiter der Commission des monuments historiques für das Département Orne, sowie die Arrondissements von Bayeux und Mantes, später auch von Soissons. 1910 erhielt er den Auftrag für die Kathedrale von Sées. Daneben ist er bekannt für die Restaurierung der Kirchen von Taverny, Pontoise, Mantes, Étreham, Formigny, l’Aigle, Ryes und Dives-sur-Mer und des Burgfrieds von Chambois (Orne). Er arbeitete für zahlreiche Orgelprospekte mit dem Orgelbauer Aristide Cavaillé-Coll zusammen; ihr bekanntestes Projekt wurde ein Entwurf für die Orgel des Petersdomes. 1912 beendete er seine Tätigkeit.
Simil war der Vater von Abel Simil, der in Nîmes geboren wurde, sein Schüler war und ebenfalls Architekt wurde. Sie waren am Boulevard Saint Germain Nr. 28 in Paris gemeldet.

## Ehrungen und Engagement
- 1863: Silberne Medaille auf der Exposition Générale des Beaux-Arts[4]
- 1868 und 1877: Medaille 1. Klasse beim Salon de Paris
- 1874: Mitgliedschaft in der Commission des Monuments historiques[5]
- 1878: Medaille 1. Klasse auf der Exposition Universelle[6]
- 1879: Ernennung zum Diözesanarchitekten (französisch architecte diocésain) der Diözese Bayeux
- 1904: Ernennung zum Diözesanarchitekten der Diözese Nevers.

## Veröffentlichungen
- Etude générale de la construction de l’amphithéâtre romain de Nîmes
- Traité de perspective pratique destiné aux artistes et a l’enseignement de la perspective dans les cours de dessin. Paris 1881.
- Le Vatican et la basilique de Saint-Pierre de Rome. Von Paul Letarouilly, vervollständigt von Alphonse Simil. Band 2. A. Morel, Paris 1882 (archive.org).